# Mysidia pseudocostata
Mysidia pseudocostata är en insektsart som beskrevs av Broomfield 1985. Mysidia pseudocostata ingår i släktet Mysidia och familjen Derbidae. Inga underarter finns listade i Catalogue of Life.